# Ramazzottius theroni
Ramazzottius theroni är en djurart som tillhör fylumet trögkrypare, och som beskrevs av Hieronymus Dastych 1993. Ramazzottius theroni ingår i släktet Ramazzottius och familjen Hypsibiidae. Inga underarter finns listade i Catalogue of Life.